# Aleksandras Stulginskis
Aleksandras Stulginskis (født 26. februar 1885 i Kutaliai, det russiske imperium, død 22. september 1969 i Kaunas) var en litauisk politiker. Han var en af underskriverne Litauens uafhængighedserklæring i 1918.

## Liv og karriere
Stulginskis begyndte i starten af 1900'tallet med teologiske studier i Kaunas, disse fortsætte han i Innsbruck i Østrig, han besluttede sig dog for ikke ville være præst og flyttede i stedet over til Institute of Agricultural Sciences på Grækenlands Universitet. Han blev færdig i 1913 og returnerede til Litauen, her starte han som landmand, ved siden af skrev han artikler om agronomi i litauiske aviser. I 1918 blev han selv udgiver af et magasin.
Under 1. verdenskrig flyttede Stulginskis til Vilnius, her var han en af grundlæggerne af Litauens Kristen Demokratiske Parti og var leder for dets centralkomite i 1917. Kort efter blev han også valgt ind i Litauens parlament. Han var fortaler for en demokratisk republik i Litauen. Selvom at Stulginskis var imod ideen om monarki, var han alligevel en del af det politiske under monarkiet i landet fra 11. juli til 2. november 1918. Under uafhængigheden var Stulginskis en af organisatorerne af den nationale hær til forsvar for landet imod Rusland og Polen.
Stulginskis sad flere gange som minister, fra maj 1920 til 1922 var han talsmand for Litauens parlament, han var mellem 1922 og 1926 den anden præsident for landet. Stulginskis var også talsmand for Seimas mellem 1926-1927.
Stulginskis trak sig i 1927 tilbage fra politik, herefter arbejdede han med landbrug på sin gård. I 1941 blev Stulginskis og hans hustru arresteret af NKVD, han blev deporteret til gulag i Krasnoyarsk regionen, hans hustru til Komi området. Efter 2. verdenskrig blev Stulginskis i 1952 officielt dømt af de sovjetiske myndigheder til 25 års fængsel for hans politiske aktiviteter før krigen i Litauen.
Efter Joseph Stalin død i 1956, fik Stulginskis lov til at flytte væk fra Gulag, han returnerede til Litauen SSR. Stulginskis bosatte sig i Kauns, hvor han døde den 22. september 1969, 84 år gammel, han var den sidst overlevende underskrift af Litauens uafhængighedserklæring.